# كازينو أم عنبر (مسرحية)
 كازينو أم عنبر  مسرحية كويتية من إنتاج 1966

## قصة المسرحية
حيث نجد المرأة الفقيرة (أم عنبر) وقد هبطت عليها ثروة كبيرة من حيث لا تدري.. ثم تقوم بافتتاح كازينو (مطعم) وتسكن في فيلا جديدة.

## الشخصيات
| الممثل            | الشخصية |
| ----------------- | ------- |
| عبد العزيز النمش  | أم عنبر |
| مريم الصالح       | عنيبرة  |
| مريم الغضبان      |         |
| إبراهيم الصلال    |         |
| أحمد الصالح       |         |
| أحمد مساعد        |         |
| عبدالعزيز المسعود |         |
| جاسم الصالح       |         |